# Hesperanoplium antennatum
Hesperanoplium antennatum là một loài bọ cánh cứng trong họ Cerambycidae.